# Kenttäjärvi (Gällivare socken, Lappland, 741984-173729)
Kenttäjärvi är en sjö i Gällivare kommun i Lappland och ingår i Råneälvens huvudavrinningsområde. Sjön har en area på 0,0888 kvadratkilometer och ligger 378,3 meter över havet.

## Delavrinningsområde
Kenttäjärvi ingår i det delavrinningsområde (741947-173848) som SMHI kallar för Utloppet av Naulajärvi. Medelhöjden är 380 meter över havet och ytan är 10,51 kvadratkilometer. Det finns inga avrinningsområden uppströms utan avrinningsområdet är högsta punkten. Vattendraget som avvattnar avrinningsområdet har biflödesordning 4, vilket innebär att vattnet flödar genom totalt 4 vattendrag innan det når havet efter 180 kilometer. Avrinningsområdet består mestadels av skog (34 procent) och sankmarker (51 procent). Avrinningsområdet har 1,54 kvadratkilometer vattenytor vilket ger det en sjöprocent på 14,6 procent.